# 1421
Het jaar 1421 is het 21e jaar in de 15e eeuw volgens de christelijke jaartelling.

## Gebeurtenissen
februari
- 2 - De Verboden Stad wordt als machtscentrum van de keizer van China ingewijd.
- 23 - Catharina van Valois wordt in Westminster tot koningin van Engeland gekroond.

maart
- 22 - Slag bij Baugé: Een gezamenlijk Frans-Schots leger verslaan de Engelsen onder Thomas van Clarence, de broer van de koning, die sneuvelt.
- 24 - Met steun van troepen van Jan van Beieren nemen de Schieringers de stad Leeuwarden in.

april
- 13 - Bij de Stadsbrand van Amsterdam gaat naar schatting 1/3 van de stad verloren.
- 23 - Jan IV van Brabant verkoopt het graafschap Namen aan Filips de Goede van Bourgondië.

mei
- 11 - De joden worden uit het Hertogdom Stiermarken verdreven. Albrecht V van Oostenrijk beveelt dat de Joden Wenen en andere steden in zijn hertogdom moeten verlaten.
- 26 - De osmaanse sultan Mehmet I sterft en wordt opgevolgd door zijn zoon Murat II. maar diens broer Mustafa Çelebi laat zich met Byzantijnse steun ook tot keizer uitroepen, en grijpt de macht in Adrianopel. Nadat hij de Dardanellen oversteekt verlaat zijn leger hem echter, en hij wordt gevangengenomen en gedood.

juni
- 10 - Hendrik V van Engeland landt in Calais om de strijd in Frankrijk na de dood van zijn broer voort te zetten.
- 26 - In de algehele onrust rond Jacoba van Beieren branden mannen uit Amersfoort en Utrecht het dorp Ede plat.

juli
- 15 - In Grietzijl wordt een vrede gesloten voor de Grote Friese Oorlog. Hierin komt Friesland ten westen van de Lauwers onder de invloedssfeer van Jan van Beieren van Holland, ten oosten daarvan onder die van Ocko II tom Brok. De vrede houdt echter geen stand, vooral omdat de Friezen ten westen van de Lauwers zich al snel keren tegen hun 'beschermheer'.

oktober
- 6 - Hendrik V van Engeland slaat het beleg op voor Meaux.
- 14 - Een legertje uit Gelre trekt plunderend en brandstichtend door de Utrechtse dorpen Houten, Loerik, Amerongen, Zeist, Doorn en nog enkele dorpen.

november
- 19 - Sint-Elisabethsvloed in Zeeland en Holland. Diverse dijken breken door en gebieden komen onder water te staan. Duizenden mensen verdrinken, 30 dorpen vergaan en nieuwe waterlopen ontstaan.
  - De Grote Waard gaat grotendeels verloren, wat uiteindelijk leidt tot het ontstaan van de Biesbosch.
  - De Nieuwe Merwede ontstaat, zodat Dordrecht op een eiland komt te liggen, en zijn macht als stapelplaats sterk vermindert.
  - Het belangrijkste deel van Sliedrecht, ten zuiden van de Merwede, gaat verloren. De stad wordt verplaatst naar de overzijde van het water.
  - Mirakel van Bergen: Het kerkinventaris van Petten spoelt volgens de legende onbeschadigd aan bij Bergen, waarbij het zeewater in het tabernakel in bloed is veranderd.

zonder datum
- Zheng He vertrekt op zijn laatste en grootste ontdekkingsreis vanuit China, waarin het grootste deel van de landen ronde de Indische Oceaan bezocht wordt.
- Na de dood van Mehmed I wordt zijn zoon Murat II sultan van het Ottomaanse Rijk,

## Opvolging
- patriarch van Antiochië (Syrisch) - Philoxenos II de Schrijver opgevolgd door Baselius IV Shemun
- Bosnië - Stefanus Ostojić opgevolgd door Stefanus Tvrtko II
- Brunswijk-Osterode - Frederik I opgevolgd door zijn zoon Otto II
- Mamelukken (Egypte) - Muyaid Sheikh opgevolgd door Ahmed Ben Muyaid, op diens beurt opgevolgd door Zaher Tatar, op diens beurt opgevolgd door Nasser Mohamed Ben Tatar
- Sicilië (onderkoning) - Anton van Cardona opgevolgd door Giovanni de Podio
- Orde van Sint-Jan - Filibert de Naillac opgevolgd door Antonio de Fluvià
- Zeta - Balša III opgevolgd door Stefan Lazarević van Raška

## Afbeeldingen

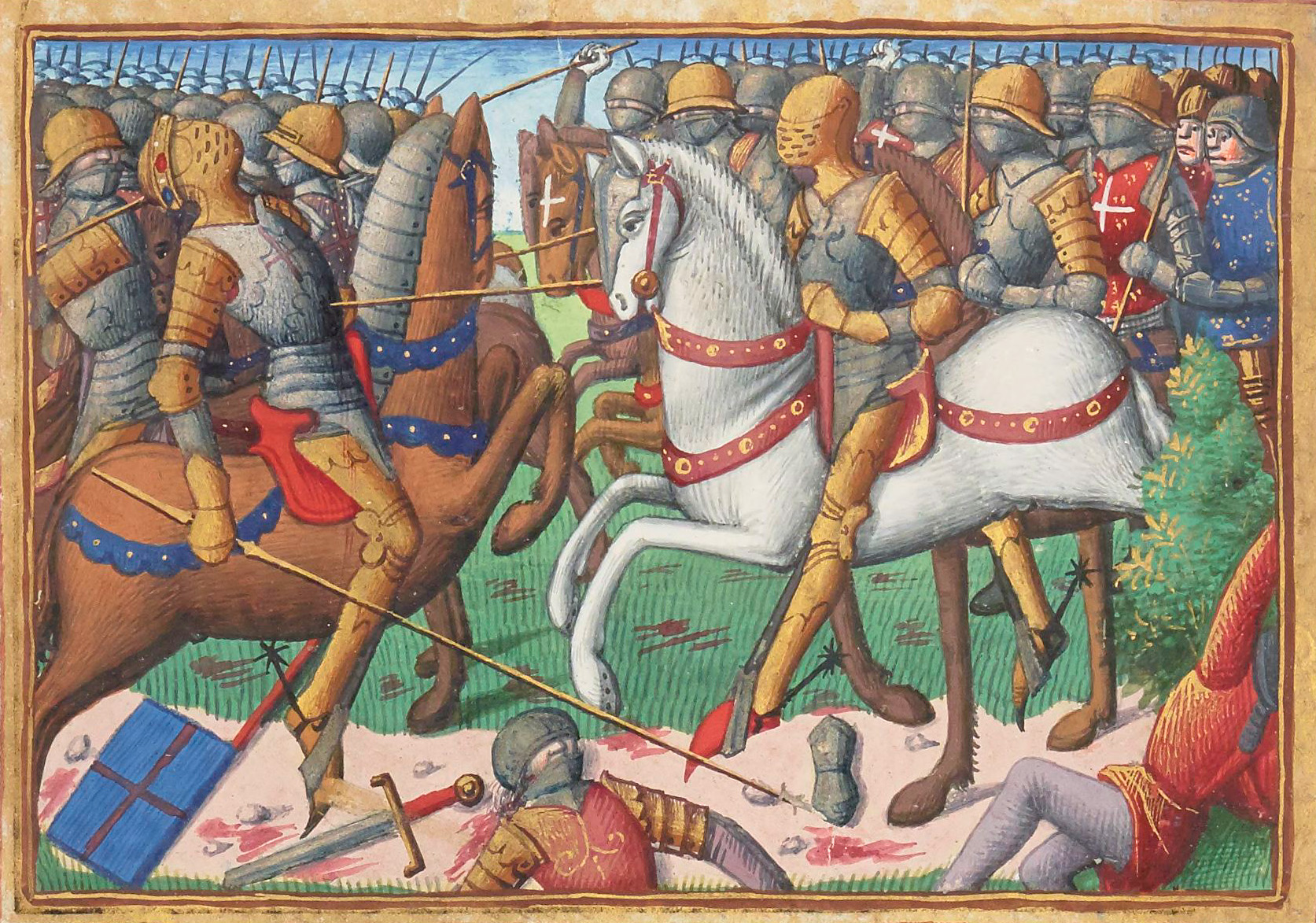
Slag bij Baugé
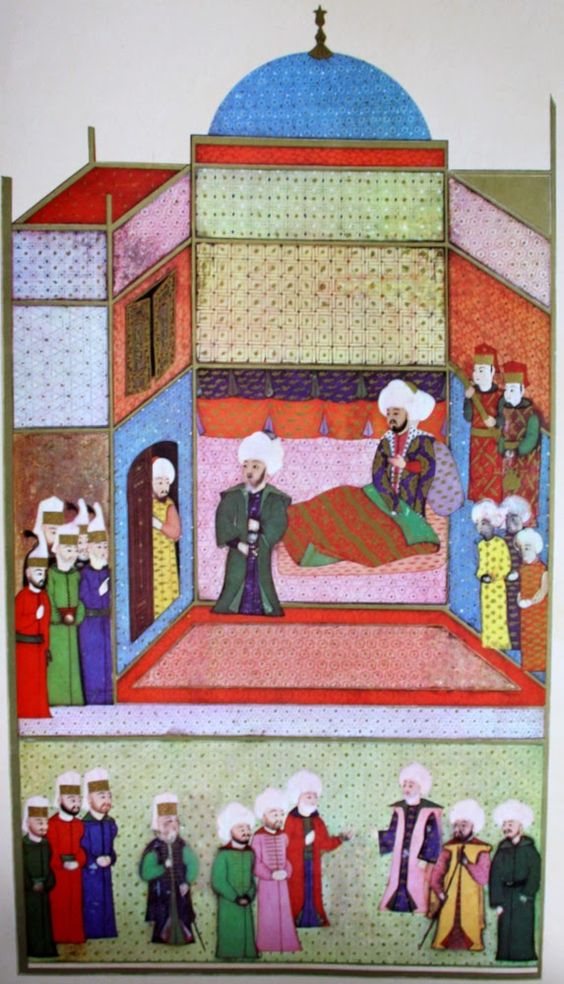
Mehmet I op zijn sterfbed
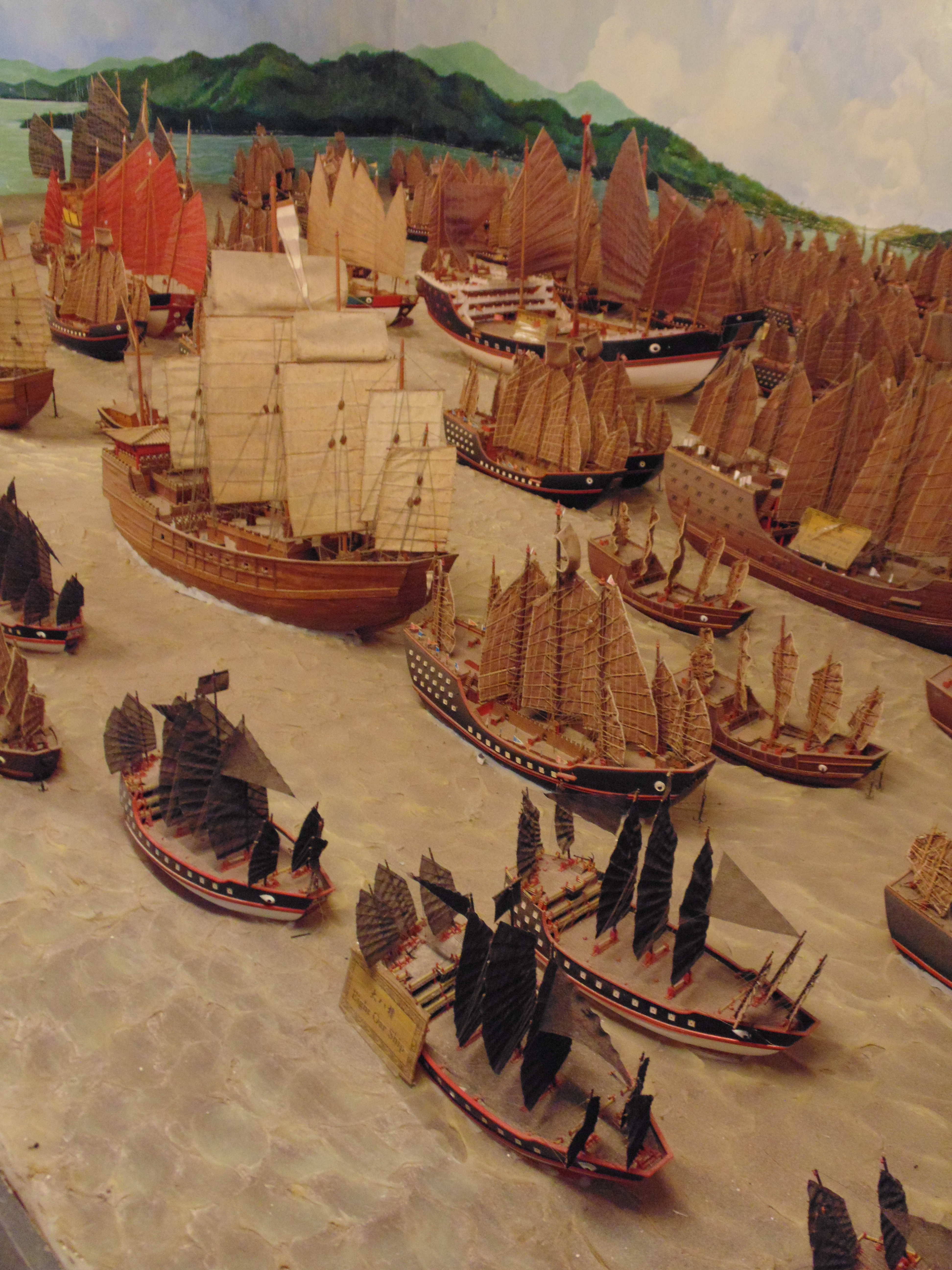
maquette van een deel van de vloot van Zheng He
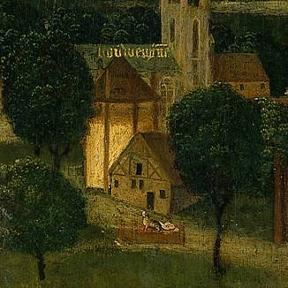
Vondeling gered in de Sint-Elisabethsvloed (Beatrix de Rijke)

## Geboren
- 29 mei - Karel van Viana, Aragonees prins
- 3 juli - Giovanni di Cosimo de' Medici, Florentijns edelman
- 25 juli - Henry Percy, Engels edelman
- 6 december - Hendrik VI, koning van Engeland (1422-1461, 1470-1471)
- Achmed Ibn Majid, Arabisch navigator
- Anton van Bourgondië, Bourgondisch edelman
- Jean Balue, Frans kardinaal
- Vespasiano da Bisticci, Italiaans humanist
- Filips van Horne, Zuid-Nederlands edelman
- Jacques van Lalaing, Bourgondisch ridder
- Nanni di Banco, Florentijns beeldhouwer
- Stefan van Palts-Simmern, Duits geestelijke

## Overleden
- 3 februari - Alfons van Tous, Aragonees staatsman
- 9 maart - Jan Kropidło, Silezisch edelman
- 22 maart - Thomas van Clarence (32), Engels prins (gesneuveld)
- 7 april - Jan van Vianen, Hollands edelman
- 26 mei - Mehmet I, sultan van de Ottomanen
- Edward Charlton (~51), Engels edelman
- Frederik I van Brunswijk-Osterode, Duits edelman
- Hendrik III van Schaumburg, Duits bisschop
- Mustafa Çelebi, Ottomaans troonpretendent
- Filibert de Naillac, grootmeester van de Orde van Sint Jan
- Angelo Tartaglia (~51), Italiaans legeraanvoerder